# Ron Howard (baloncestista)
Ronald "Ron" Howard (Chicago, Illinois, 14 de noviembre de 1982) es un jugador de baloncesto estadounidense que disputó 12 temporadas como profesional en equipos de cuatro continentes. Con 1,96 metros de estatura, jugaba indistintamente en las posiciones de escolta o alero.

## Trayectoria deportiva

### Universidad
Jugó una temporada con los Golden Eagles de la Universidad Marquette, disputando sólo nueve partidos, en los que promedió 1,8 puntos por partido. Fue transferido en 2002 a los Crusaders de la Universidad de Valparaíso, donde tras cumplir el preceptivo año de sanción que impone la NCAA, jugó tres temporadas más, en las que promedió 10,6 puntos, 3,1 rebotes y 2,8 asistencias por partido. En sus dos últimas temporadas fue incluido en el segundo mejor quinteto de la Mid-Continent Conference.

### Profesional
Tras no ser elegido en el Draft de la NBA de 2006, fichó a prueba en octubre por los Hanzevast Capitals de la liga neerlandesa, pero fue cortado al mes siguiente sin comenzar la competición. Fichó entonces con los Trigueros de Ciudad Obregón mexicanos de la CIBACOPA, ayudando a ganar el título esa temporada.
En 2007 fue elegido por los Fort Wayne Mad Ants en la séptima ronda del Draft de la NBA D-League, donde jugó tres temporadas, casi siempre partiendo como titular, promediando en la última de ellas, la 2009-2010, 20,6 puntos y 4,1 rebotes por partido, máximo anotador de su equipo, que le valió para disputar su primer All-Star de la D-League de los tres que disputaría a lo largo de su carrera.
En abril de 2010 fichó por los Marinos de Anzoátegui de la liga venezolana, con los que jugó diez partidos, en los que promedió 15,0 puntos y 2,1 rebotes. Pasó brevemente por el Elitzur Maccabi Netanya israelí antes de fichar en el mes de diciembre por los de la liga australiana. Regresó en marzo de 2011 para reincorporarse a los Mad Ants, donde acabó esa temporada y jugó tres más, ganando el campeonato en la última de ellas, y siendo elegido MVP de la NBA Development League, incluido en el mejor quinteto y ganando por segundo año consecutivo el premio a la deportividad Jason Collier Sportsmanship Award. Esa última temporada promedió 20,5 puntos, 4,3 rebotes y 4,3 asistencias por partido.
En 2015 fichó por los Piratas de Quebradillas de la Baloncesto Superior Nacional de Puerto Rico, con los que disputó doce partidos en los que promedió 11,8 puntos y 4,2 rebotes. En el mes de julio es elegido en el draft de la Liga de baloncesto de Corea en la segunda ronda por los Seul Samsung Thunders, equipo con el que disputó una temporada saliendo desde el banquillo, en la que promedió 7,1 puntos y 1,5 rebotes por partido.
En noviembre de 2016 fichó por el ÉB Pau-Orthez de la Pro A francesa para reemplazar por lesión a Yannick Bokolo, Jugó cinco partidos, promediando 3,6 puntos y 2,0 asistencias.

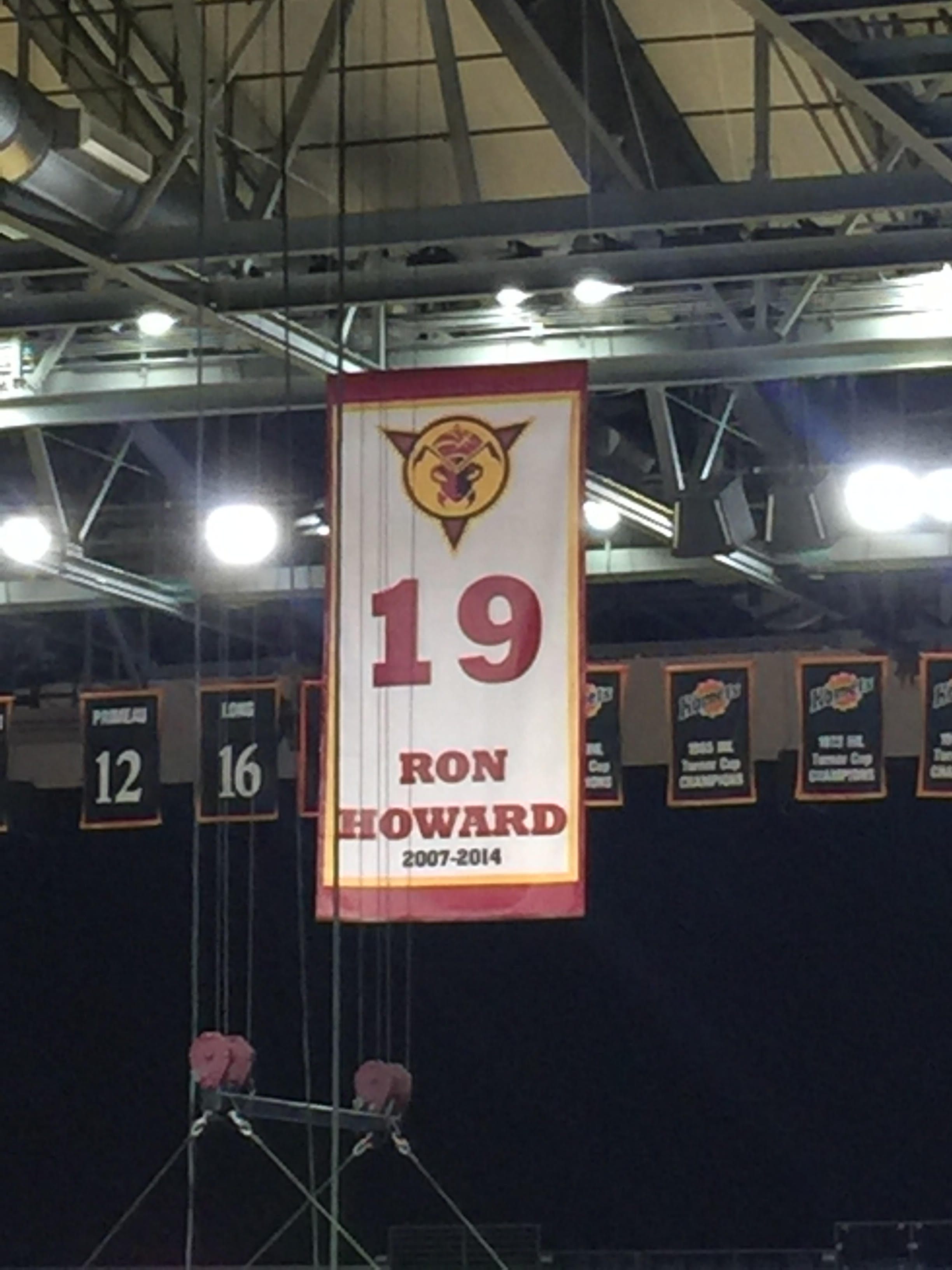
El dorsal #19 de Howard, retirado en el Memorial Coliseum.

El 21 de febrero de 2017, los Fort Wayne Mad Ants retiraron su camiseta con el número 19, tras haber disputado siete temporadas en el equipo, y ser el máximo anotador en la historia de la franquicia, con 4.324 puntos.